# Retla
Retla är en by (estniska: küla) i Türi kommun i landskapet Järvamaa i mellersta Estland. Byn ligger öster om Riksväg 26, norr om mossen Retla raba, där bland annat ån Retla jõgi (Arussaare jõgi) har sin källa.
I kyrkligt hänseende hör byn till Türi församling inom den Estniska evangelisk-lutherska kyrkan.